# The Remixes (álbum de Shakira)
The Remixes es el primer y único álbum de remezclas de la cantautora colombiana Shakira, publicado el 21 de octubre de 1997 por Sony Music Colombia. Está compuesto por versiones remezcladas de temas de su primer álbum de estudio, Pies Descalzos, con el que alcanzó el éxito en Latinoamérica dos años antes. Aunque se trata principalmente de un proyecto en español, el álbum también contiene versiones regrabadas de canciones en portugués.
Desde su lanzamiento, “The Remixes” se ha convertido en uno de los álbumes de remezclas más vendidos de todos los tiempos, y es el álbum de remezclas latinas más vendido en todo el mundo, con ventas internacionales que superan las 500 000 copias. Fue certificado doble platino por la venta de 200 000 copias por la Recording Industry Association of America (RIAA).

## Antecedentes
Pies descalzos se convirtió en el primer álbum exitoso de la carrera musical de Shakira. Tras el buen recibimiento que tuvo el álbum, Shakira decidió lanzar varias de sus canciones en portugués para su público brasileño. Esto hizo que las compañías discográficas Sony Music Latin y Columbia Records decidieran lanzar un álbum recopilatorio con las versiones en portugués de «Estoy aquí», «Un poco de amor» y «Pies descalzos, sueños blancos» y distintas remezclas de las pistas del álbum. Las traducciones de las letras de las canciones fueron hechas por el compositor brasileño Bernardo Vilhena. El álbum se publicó originalmente en septiembre de 1997 en Brasil y en octubre en el resto del mundo. Musicalmente, el álbum contiene una combinación de música disco y house. Pese a que las versiones en portugués recibieron una buena acogida por parte de sus admiradores brasileños, Shakira admitió que se sentía más cómoda cantando en español. De igual forma, el álbum ayudó a que Pies descalzos vendiera más copias y reingresara a los listados musicales.

## Recepción
Hasta 1998, The Remixes vendió más de 300 000 copias en todo el mundo, en donde se estimaba que la mayoría de las ventas provenían de Brasil. En septiembre de 2002, el álbum de remezclas recibió la certificación de doble disco de platino entregado por la Recording Industry Association of America por haber vendido 200 000 ejemplares en los Estados Unidos. Hasta la fecha, The Remixes ha vendido más de 500 000 en el mundo y es uno de los álbumes de remezclas más vendidos de todos los tiempos.

## Lista de canciones
Todas las canciones son producidas por Shakira y Luis Fernando Ochoa. 

| N.º | Título                                                   | Duración |  |
| 1.  | «Shakira DJ Memêgamix»                                   | 6:21     |  |
| 2.  | «Estoy Aquí» (Extended Remix)                            | 9:31     |  |
| 3.  | «Estou Aqui» (Portuguese version)                        | 3:52     |  |
| 4.  | «¿Dónde Estás Corazón?» (Dance Remix)                    | 8:46     |  |
| 5.  | «Un Poco de Amor» (12" Extended Dancehall Remix)         | 5:47     |  |
| 6.  | «Um Pouco de Amor» (Portuguese version)                  | 3:54     |  |
| 7.  | «Pies Descalzos, Sueños Blancos» (Memê's Super Club mix) | 8:42     |  |
| 8.  | «Pés Descalços» (Portuguese version)                     | 3:24     |  |
| 9.  | «Estoy Aquí» (Timbalero Dub)                             | 6:06     |  |
| 10. | «¿Dónde Estás Corazón?» (Dub-A-Pella mix)                | 6:40     |  |
| 11. | «Un Poco De Amor» (Memê's Jazz Experience mix)           | 4:41     |  |
| 12. | «Pies Descalzos, Sueños Blancos» (The Timbalero Dub 97)  | 6:38     |  |

| Turkey reissue edition cassette |                                                          |          |  |
| N.º                             | Título                                                   | Duración |  |
| 5.                              | «Ojos Así» (Thunder Mix Radio Edit)                      | 3:52     |  |
| 6.                              | «Pies Descalzos, Sueños Blancos» (Memê's Super Club mix) | 8:42     |  |
| 7.                              | «Estoy Aquí» (Timbalero Dub)                             | 6:06     |  |
| 8.                              | «¿Dónde Estás Corazón?» (Dub-A-Pella mix)                | 6:40     |  |
| 9.                              | «Un Poco De Amor» (Memê's Jazz Experience mix)           | 4:41     |  |
| 10.                             | «Pies Descalzos, Sueños Blancos» (The Timbalero Dub 97)  | 6:38     |  |

## Personal
- Shakira – voz
- Luis Fernando Ochoa – productor, mezclador,  coros, guitarra, teclados, armónica, percusión
- Álvaro Farfán – director
- DJ Memê (Marcello Mansur) – remezclas
- Pablo Florez – remezclas
- Jarvier Garza – remezclas
- Victor Di Persia – ingeniero de grabación, mezclador
- Camillo Montilla – ingeniero, piano
- Sonido Azulado – ingeniero
- Luly Deya – ingeniero asistente
- José Martínez – ingeniero asistente
- Freddi Niño – ingeniero asistente
- Juan Antonio Castillo – mezcla
- Michael Fuller – masterización
- Howard Glassfor – guitarra, voz
- Gonzo Vásquez – programación, batería, percusión, coros
- José Gaviria – coros
- Andrea Piñeros – coros
- José García – bajo
- Alejandro Gómez – armónica
- Eusebio Valderrama – trompeta
- Samuel Torres – percusión
- Felipe Dothe – diseño
- Javier Hincapie – diseño
- Telma Ribeiro – diseño gráfico
- Patricia Bonilla – fotografía
- Miguel Ángel Velandia – fotografía

## Posiciones en listas
| País (Lista)                      | Mejor posición |
| --------------------------------- | -------------- |
| Estados Unidos (Top Latin Albums) | 21             |
| Estados Unidos (Latin Pop Albums) | 9              |

## Certificaciones
| País/Continente | Proveedor | Certificación | Ventas Certificadas |
| --------------- | --------- | ------------- | ------------------- |
| Estados Unidos  | RIAA      | Platino x2    | 120,000             |

### Citas
1. ↑  «The remixes». Biblioteca Nacional de España. Consultado el 22 October 2023.
2. ↑  loc=109&sp=1 «The Remixes CD». Buy.com. 21 de octubre de 1997. Consultado el 7 de marzo de 2012.
3. ↑  Dinero.com, ed. (13 de octubre de 2011). «Los millones de Shakira, Empresas - Edición Impresa Dinero.com - Últimas Noticias». Archivado desde el original el 25 de enero de 2013. Consultado el 22 de febrero de 2014.
4. ↑  «Los Millones de Shakira» (en spanish). Dinero.com. 13 October 2011. Consultado el 25 October 2011.
5. 1 2 3 4 5 6  Diego, 2001, p. 38
6. 1 2  The Remixes (álbum de Shakira) en AllMusic. Consultado el 27 de julio de 2017.
7. ↑  «American album certifications – Shakira – The Remixes». Recording Industry Association of America. Consultado el 19 de septiembre de 2014.
8. ↑  Blanco, Pablo Ernesto (27 de marzo de 2011). «Las cifras de Shakira». Estampas.com. Archivado desde el original el 22 de febrero de 2014. Consultado el 4 de febrero de 2014.
9. ↑  «Shakira - Top Latin Albums Chart history». Billboard (en inglés). Prometheus Global Media. Consultado el 23 de septiembre de 2014.
10. ↑  «Shakira - Latin Pop Albums Chart history». Billboard (en inglés). Prometheus Global Media. Consultado el 23 de septiembre de 2014.